# Ludwig Philippson

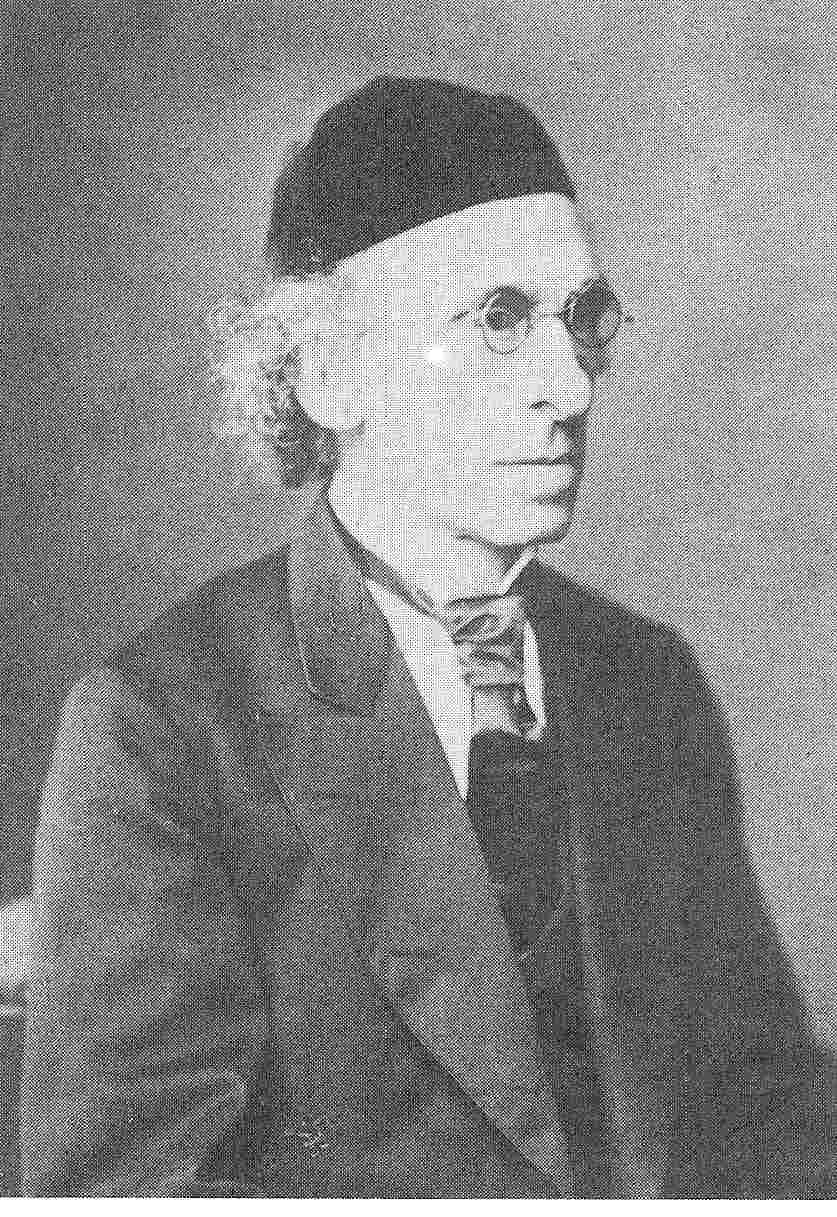
Ludwig Philippson.

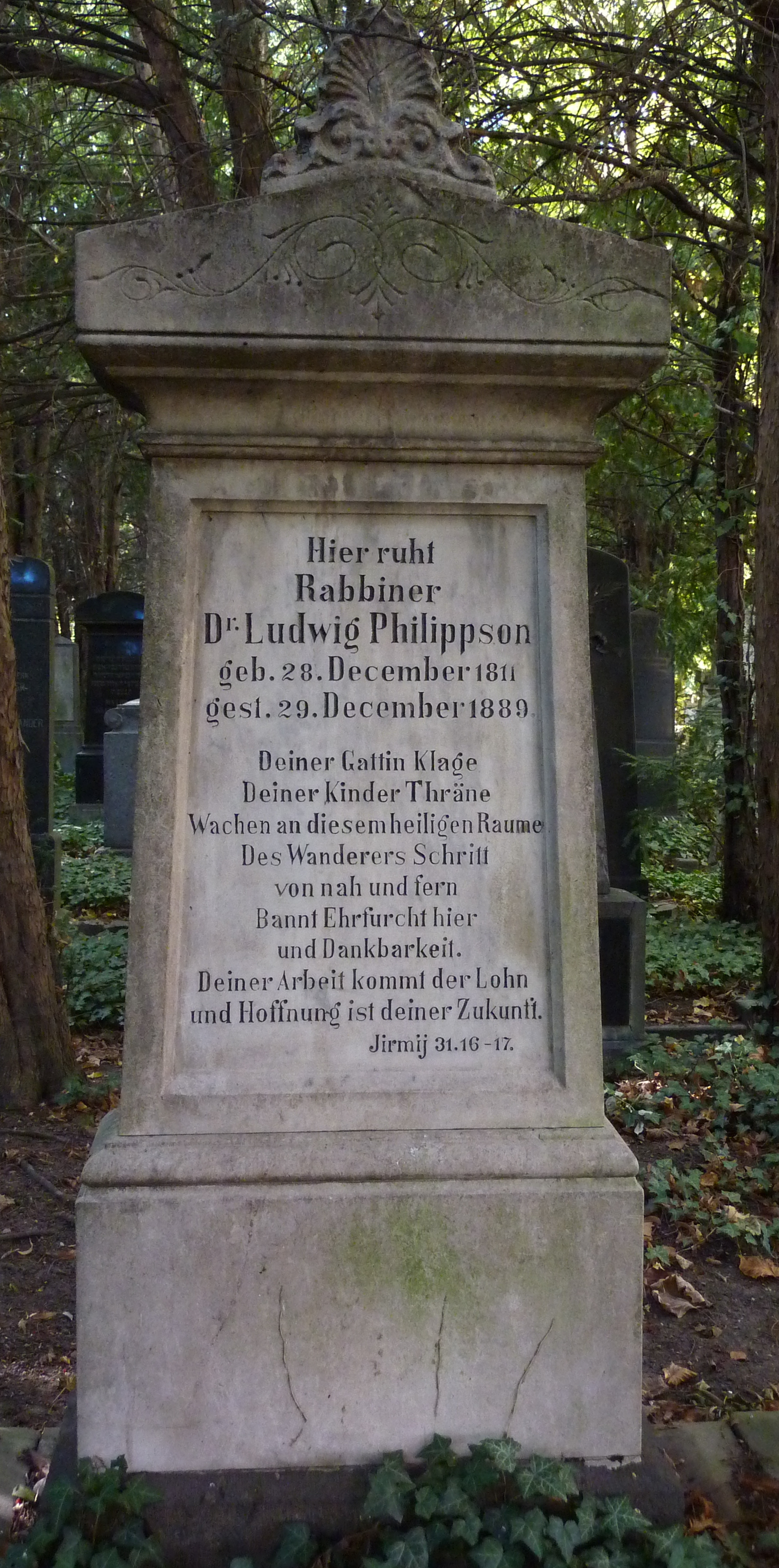
Lápide de Ludwig Philippson no cemitério judaico de Bonn-Castell.

Ludwig Philippson (Dessau, 28 de dezembro de 1811 - Bonn, 29 de dezembro de 1889) foi um escritor e rabino da Alemanha.

## Breve biografia
Ludwig Philippson era filho de Moses Philippson (1775–1814), que era proprietário de uma gráfica em Dessau especializada em textos hebraicos, além de publicar seus próprios escritos e livros. Após a morte prematura do pai, seu irmão mais velho, Phöbus Moses Philippson, responsabilizou-se por sua educação. Em 9 Z de abril de 1826 ele ingressou na escola de latim em Halle. Após o exame de conclusão da secundária (Abitur) Philippson iniciou em 1829 seus estudos em filologia clássica em Berlim, assistindo às suas aulas até 1833. Suas primeiras obras ele publicou sob o nome de seu irmão. Ele recebeu promoção acadêmica com seu trabalho De internarum humani corporis partium cognitione Aristotelis cum Platonis sententia comparata. Em 1833 a comunidade judaica de Magdeburg solicitou-o na condição de pregador e depois como rabino. Ele consagrou a nova sinagoga em Eisleben em 31 de agosto de 1850, e no dia 14 de setembro de 1851 ele consagrou com festividades a Antiga Sinagoga de Magdeburg.
Em 1837 ele fundou o jornal Allgemeine Zeitung des Judentums, o qual ele editou e publicou até a sua morte em 1889. O jornal se transformou em um dos principais periódicos do liberalismo judaico (Judaísmo Reformado) na Alemanha. Primeiro a publicação surgia semanalmente, depois de catorze em catorze dias, até sua suspensão em abril de 1922, e assim encerrando-se o jornal judaico de mais longa duração em língua alemã. Ele pertenceu à associação berlinense [Gesellschaft der Freunde (sociedade de amigos)  desde 1839. Aos 50 anos de idade ele voltou a residir em Bonn por conta de um problema de saúde com seus olhos, onde ele continuou como escritor e publicista, ativamente apoiando a emancipação judaica na Alemanha. Ele traduziu não somente livros teológicos mas também outros importantes livro, dado ser profundo conhecedor da exegese e homilia. Seu livro questionando a responsabilidade dos judeus pela crucificação de Jesus, Haben die Juden Jesum gekreuzigt?, atravessou as fronteiras da Alemanha e provocou discussões acaloradas em 1866.
Philippson esteve determinadamente presente quando da fundação Hochschule für die Wissenschaft des Judentums em Belim e participou também da inauguração do Instituts zur Förderung der israelitischen Literatur, visando promover a literatura judaica.
Aos 78 anos de idade morre Ludwig Philippson, no dia 29 de dezembro de 1889, em Bonn. 
O historiador Martin Philippson e o geógrafo Alfred Philippson foram seus filhos; ele também foi pai do banqueiro Franz Philipson. 

## Legado no Brasil
Franz Philipson (1852-1929), um dos filhos de Ludwig Philippson, foi banqueiro e homem público que passou a viver em Bruxelas a partir de 1866, onde ele fundou um banco e participou ativamente nos empreendimentos da comunidade judaica. Rabino e erudito, instalou várias conferências rabínicas e organizou a realizada em Leipzig, ele foi homenageado no Rio Grande do Sul, tendo seu nome sido utilizado para nomear uma das colônias judaicas pioneiras no estado, a Colônia de Philipson, que passou a receber suas primeiras famílias de imigrantes judeus em 1904.

## Obras
- Hylē anthrōpinē. De internarum humani corporis partium cognitione Aristotelis cum Platonis sententia comparata. Berlin 1831. Volltext
- Staat und Religion, die religiöse Gesellschaft. 1845, aus: Weltbewegende Fragen in Politik und Religion. Aus den letzten dreißig Jahren. Erster Theil: Politik Baumgärtner, Leipzig 1868 Volltext dieses Auszugs = Abschnitt 84 des Buches (19 S.; PDF-Datei; 228 kB)
- Die politische Gesinnung der Juden 1849 Volltext (PDF-Datei; 68 kB)
- Der Verfall der Völker 1858 ebenda Volltext (PDF-Datei; 81 kB)
- Blicke auf die gegenwärtige Weltlage und politische Briefe. 4. Am 30. Januar 1861. Die Nationalitäten ebenda Volltext (PDF-Datei; 83 kB)
- Die industrielle Mission der Juden 1861, ebenda Volltext (PDF-Datei; 135 kB)
- Der Judenhaß der Atheisten und Rothen 1862, ebenda Volltext (PDF-Datei; 53 kB)
- Die drei Gewalten 1862, ebenda Volltext (PDF-Datei; 81 kB)
- Die ultramontan- und pietistisch-feudale Partei 1862, ebenda Volltext (PDF-Datei; 111 kB)
- Blicke auf die gegenwärtige Weltlage und politische Briefe. 5. Im März 1864 ebenda Volltext (PDF-Datei; 140 kB)
- Judenthum und Deutschthum 1865, ebenda Volltext (PDF-Datei; 96 kB)
- Blicke auf die gegenwärtige Weltlage und politische Briefe. 7. Im Februar 1866 ebenda Volltext (PDF-Datei; 122 kB)
- Neunte Vorlesung. Die Religion der Gesellschaft in ihrer Begründung und Entwickelung In: Die Religion der Gesellschaft und die Entwickelung der Menschheit zu ihr, dargestellt in zehn Vorlesungen ebd. 1848 Volltext (PDF-Datei; 228 kB)
- Stoff und Geist in der Menschheit (1853) In: Weltbewegende Fragen in Politik und Religion. Aus den letzten 30 Jahren. Zweiter Theil: Religion. Erster Band: Allgemeines. - Zur vergleichenden Religionswissenschaft ebd. 1869, S.68-81 Volltext (PDF-Datei; 119 kB)
- Predigt, zur Einweihung der neuen Synagoge zu Eisleben am 30. Aug. 1850 gehalten.  nur: Standortnachweis der Univ. Mainz (u. a. Schriften). Zugang: mehrmals „ok“ klicken, scrollen.
- Haben wirklich die Juden Jesum gekreuzigt? 1866 (PDF)
- Die Rhetorik und jüdische Homiletik. In Briefen und Abhandlungen, hrsg. v. M. Kayserling, Leipzig 1890 (Digitalisat, PDF)
- Jakob Tirado. Geschichtlicher Roman aus der zweiten Hälfte des sechszehnten Jahrhunderts, Leipzig 1867

## Literatura
- Adolf Brüll (1907). "Philippson, Ludwig". In Allgemeine Deutsche Biographie (ADB) (em alemão). 53. Leipzig: Duncker & Humblot. pp. 56–57.
- Meyer Kayserling, Ludwig Philippson. Eine Biographie, 1898
- Andreas Brämer, ed. (2001). «Philippson, Ludwig». Neue Deutsche Biographie (NDB) (em alemão). 20. 2001. Berlim: Duncker & Humblot. pp. 397 et seq..
- Karl Gutzmer (Bearb.): Die Philippsons in Bonn. Deutsch-jüdische Schicksalslinien 1862-1980. Dokumentation einer Ausstellung in der Universitätsbibliothek Bonn 1989. Bonn 1991.
- Harald Lordick & Beata Mache: "... nahm in Hauptsachen so entschieden das Wort." L. Philippson, Rabbiner und Publizist 1811 - 1889. In: Kalonymos, 14. Jg., Heft 4, Dezember 2011, S. 1 - 6 (zahlr. Abb.) Online-Ausgabe
- Hans Otto Horch, „‚Auf der Zinne der Zeit’ – Ludwig Philippson, der ‚Journalist’ des Reformjudentums“, in: Bulletin des Leo Baeck Institutes 86 (1990), 5-21.
- George Y. Kohler, „Ein notwendiger Fehler der Weltgeschichte - Ludwig Philippsons Auseinandersetzung mit dem Christentum“, in: Görge K. Hasselhoff (ed.) Die Entdeckung des Christentums in der Wissenschaft des Judentums, Berlin 2010, p. 33-62.
- Johanna Philippson, „Ludwig Philippson und die Allgemeine Zeitung des Judentums“, in: Hans Liebeschütz / Arnold Paucker (Hg.), Das Judentum in der deutschen Umwelt 1800-1850, Tübingen 1977, 243-291